# Гнидаш, Кузьма Савельевич
Кузьма́ Саве́льевич Гни́даш (4 [17] ноября 1914 — 19 июля 1944) — советский офицер, разведчик, в годы Великой Отечественной войны участник партизанской борьбы на Украине и в Белоруссии, командир диверсионно-разведывательного центра «Пинск-Лунец» в гитлеровском тылу. Герой Советского Союза (1945, посмертно), майор.

## Биография
Родился в селе Салогубовка Харьковской губернии Российской империи в крестьянской семье. Украинец по национальности. Получил начальное образование в 7 классов, . В 1933 году окончил Прилукскую автотракторную школу, работал в талалаевский МТС шофёром и трактористом
В Красной армии с 1936 года, призван Роменским РВК Сумской области. Окончил политшколу (1939), Киевское военное танковое училище (1940). Член ВКП(б) с 1939 года.
Участник Польского похода РККА и советско-финской войны.
С началом Великой Отечественной войны на фронте, войну встретил командиром танкового батальона. Был трижды ранен (один раз тяжело и два раза легко), после ранения пребывал в резервном офицерском полку. В июне 1942 года направлен в тыл врага во главе разведывательно-диверсионного отряда, действовавшего с мая 1942 года в Киевской и Черниговской областях и в южной Белоруссии. Командир разведывательной группы в тылу противника, офицер РО штаба 1-го Белорусского фронта (1943—1944).
Группа разведчиков под командованием Гнидаша вела разведку и диверсионную работу в районах городов Слуцк, Барановичи, Кобрин, Осиповичи, Брест, в Киевской и Черниговской областях — пущен под откос 21 эшелон с живой силой и техникой противника, взорвана электростанция, уничтожено 10 пароходов и 14 барж, тысяча солдат и офицеров противника. Группой регулярно передавались командованию сведения о противнике, что содействовало успешному форсированию рек Десна и Днепр, подготовке и проведению Белорусской наступательной операции. В сентябре 1943 отряд Гнидаша соединился с наступающими частями РККА. Гнидаш организовал несколько партизанских орядов а также две подпольные группы из комсомольцев в Острее и в Нежине. Обе группы действовали до подхода советских войск.  
В декабре 1943 года Гнидаш в главе разведдиверсионной группы был заброшен в Белоруссию, в гитлеровский тыл. Гнидаш передавал советской авиации координаты вражеских объектов. 
19 июня 1944 года у г. Слоним группа разведчиков была окружена отрядом гитлеровцев. Гнидаш лично убил 20 солдат противника но был ранен в ногу, семеро товарищей пять дней несли его на руках. Каратели преследовали их и Гнидаш приказал оставить его и укрылся в землянке с 17-летней радисткой группы Кларой Давидюк. Однако собака карателей привела их к землянке и партизаны, не желая сдаваться в плен, подорвали себя и окруживших их гитлеровцев гранатой. 
Первоначально был похоронен в деревне Блошня, Барановичской области Белоруссии, после перезахоронен в братской могиле в г. Слоним Гродненской области
Указом Президиума Верховного совета СССР Гнидашу было посмертно присвоено звание Героя Советского союза. Был награждён орденом Ленина, двумя орденами Красного знамени, медалью «Партизану Отечественной войны первой степени».

## Награды
- Медаль «Золотая Звезда» Героя Советского Союза.
- Орден Ленина.
- Два ордена Красного Знамени.
- Медаль «Партизану Отечественной войны» первой степени»

## Память
- В городе Слониме его именем названа улица[5].
- На родине, в деревне Салогубовка[1] установлен бюст[5].
- На доме, где он жил, и здании школы, где учился — мемориальные доски[5].
- В нескольких населённых пунктах созданы музеи, посвящённые разведчику.
- Памятный стенд в Прилуках[1].